# بنية المقالة
يمكن تصنيف القصص والتقارير الإخبارية سواء في كتابة المجلات أو الأخبار الإذاعية من حيث هيكل المقال الذي يحدد الترتيب الذي يتم تقديم المعلومات به. ينكر بعض الكتاب تنظيم المقالات بوعي وفقًا لهياكل محددة، بينما يركز الآخرون على الأسلوب داخل القصة النامية ويستخدمونه لتطوير السرد، لكن قد يُطلب من الآخرين إتباع أسلوب معين من البداية من خلال إرشادات الناشر.

## القوالب التحريرية
تتضمن بعض أنواع القوالب المستخدمة في التحرير ما يلي:

### الهرم المقلوب
يبدأ الهيكل الهرمي المقلوب بآخر التطورات أو أهمها ثم يقدم وصفًا وتفاصيل أكبر ويتناقص مع الأحداث الأقل أهمية ذات الصلة. ينتقد مؤيدو هذا الهيكل وهو أمر شائع في التقارير الإخبارية الأساليب الأخرى على أنها "دفن للأحداث الرئيسية"، على الرغم من أن آخرين ينتقدونها باعتبارها أسلوبًا مملًا، نظرًا لأن هذه البنية مصممة للسماح بالاقتطاع بواسطة محرر فلا يحتاج المؤلفون إلى التخطيط لنهاية محددة كما قد يفعلون مع الأنماط الأخرى، قد لا تحتوي جميع المقالات على جميع عناصر الهرم .

### القالب الحواري المتسلسل
الهيكل السردي هو وصف مباشر وتسلسل زمني للأحداث، على سبيل المثال قد تبدأ مقالة حول مجموعة من جرائم القتل باكتشاف الضحية الأولى وتنتهي بسجن أو إعدام المشتبه به.

### الساعة الرملية
هيكل الساعة الرملية هو مزيج من الهياكل الهرمية والسردية المقلوبة، يبدأ المؤلف بالتفاصيل الرئيسية (من وماذا ومتى وأين ولماذا) ويضيف تفاصيل ذات أهمية أقل بشكل متزايد كما هو الحال في هيكل الهرم المقلوب، ثم "تتحول" القصة فجأة مما يتطلب انتقالًا واضحًا للتركيز على السرد؛ مثل قصة شاهد عيان أو طرف معين التي تتناول التفاصيل الدقيقة والتداعيات قبل التوصل إلى استنتاجها النهائي، مثل الهرم المقلوب يحاول إرضاء القراء الذين لم يكملوا المقالة مع الاستمرار في جذب القراء باهتمام أكبر، في التقارير الإخبارية الإذاعية قد يتم تقديم الجزء السردي من قبل مراسل في مكان الحادث؛ بينما يتم إخبار البداية والنهاية بواسطة مذيع في الاستوديو، قد يكون الجزء السردي البسيط مناسبًا للمراسلين الذين يكتبون بموجب موعد نهائي.

### قالب الهرم المعتدل
تبدأ المقالة بموضوع مشوق لجذب انتباه القارئ ويتبع ذلك فقرة "رسم بياني بسيط" تلخص القصة ككل، ثم تستكشف فقرات القالب هذه الأفكار بمزيد من التفصيل وتوفر خلفية مفيدة أو تشرح الآراء المتضاربة.

### قالب الجوهرة
قالب الجوهرة مشابه لقالب الهرم المعتدل، يبدأ بفقرة أساسية للخبر والرسم البياني للموضوع، ومن ثم التفاصيل العامة ولكن بعد ذلك تضيق هذه التفاصيل تدريجياً، يمكن اعتبار القصة على أنها "مسعى" لفهم حالة فرد.

### قالب تقنية القوائم
يتكون قالب تقنية القوائم من المقدمة وسلسلة من نقاط التحول الداخلية أو المفاجآت في السرد قبل أن تصل إلى خاتمة نهائية، على سبيل المثال قد يتم الكشف عن الموضوع لـ (أ) مصاب بفيروس نقص المناعة البشرية و(ب) لا يستجيب للأدوية الموجودة و(ج) التعرف على دراسة تجريبية ولكن (د) لا يعرف ما إذا كانت ستنجح، توفر كل نقطة من نقاط التحول هذه الأساس لمزيد من التطوير للقصة.

## أنظر أيضاً
- الصحافة
- وسائل الإعلام الرئيسية